# Sørlle Rocks
Die Sørlle Rocks sind eine Gruppe aus drei bis zu 20 m hoher Klippenfelsen im Archipel der Südlichen Orkneyinseln. Sie liegen 11 km westlich des Moreton Point, des westlichen Ausläufers von Coronation Island.
Der norwegische Walfängerkapitän Petter Sørlle (1884–1933) kartierte sie zwischen 1912 und 1913 und benannte sie profan als Tre Sten (norwegisch für Drei Steine). Wissenschaftler der britischen Discovery Investigations nahmen 1933 Vermessungen vor und benannten sie nach Sørlle.